# Termas del Arapey
Termas del Arapey est une ville et une station thermale de l'Uruguay située dans le département de Salto. Sa population est de 256 habitants.

## Population
| Année | Population |
| ----- | ---------- |
| 1963  | -          |
| 1975  | 337        |
| 1985  | 632        |
| 1996  | 543        |
| 2004  | 256        |

,